# Paracepon nierstraszi
Paracepon nierstraszi är en kräftdjursart som beskrevs av Raghavan Sridharan Pillai 1954. Paracepon nierstraszi ingår i släktet Paracepon, och familjen Bopyridae. Inga underarter finns listade.